# Alarm Call
Alarm Call är en låt skriven och framförd av den isländska sångerskan Björk. Den utgavs som den fjärde singeln från albumet Homogenic den 30 november 1998. Låten är producerad tillsammans med Mark Bell och nådde #33 på den brittiska singellistan. Den handlar om att återväckas genom musik och har ryktats vara skriven om Michael Jackson då den ursprungligen hade titeln "Jacko" på demobandet till Homogenic.
Musikvideon till låten regisserades av den brittiske modedesignern Alexander McQueen och spelades in vid Asylum Studio.

## Låtlista
Europeisk CD (Mother Records; 567 143-2)
1. "Alarm Call" (Radio Mix) - 3:03
2. "Alarm Call" (French Dub) - 5:32
3. "Alarm Call" (Potage Du Jour) - 4:20
4. "Alarm Call" (Gangsta) - 3:25
5. "Alarm Call" (Bjeck Mix) - 6:27

Brittisk CD 1 (232TP7CD)
1. "Alarm Call" (Radio Mix) - 3:20
2. "Alarm Call" (Rhythmic Phonetics Mix) (av Matmos) - 5:13
3. "Alarm Call" (Bjeck Mix) - 6:27

Brittisk CD 2 (232TP7CDL)
1. "Alarm Call" (Potage Du Jour) - 4:22
2. "Alarm Call" (French Edit) - 3:51
3. "Alarm Call" (French Dub) - 5:32

Brittisk CD 3 (232TP7CDX)
1. "Alarm Call" (Phunk You) - 3:39
2. "Alarm Call" (Gangsta) - 3:25
3. "Alarm Call" (Locked) - 3:02